# Scatella megastoma
Scatella megastoma är en tvåvingeart som först beskrevs av Zetterstedt 1855.  Scatella megastoma ingår i släktet Scatella och familjen vattenflugor.
Artens utbredningsområde är Sverige. Arten är reproducerande i Sverige. Inga underarter finns listade i Catalogue of Life.